# Янкель (Пан Тадеуш)
Янкель (пол. Jankiel) — літературний герой, персонаж поеми «Пан Тадеуш» польського поета Адама Міцкевича, яка була видана у 1834 році.
Цілком ймовірно, що на образ Янкеля надихнув справжній бендінський рабин Якуб Натані.

## Характеристика
Старий єврей, орендар двох халуп Сопліцівки. Він був щирим польським патріотом і чудово володів польською мовою. Він знав десятки народних пісень. Брав участь у конспіративних акціях, сумлінна, шанована, відкрита людина. Він прославився на всю околицю своєю неймовірною грою на цимбалах.

Адам Міцкевич описує це так:
«Він сам на музиці за всіх найкраще знався,
По різних-бо краях з цимбалами тинявся
І хистом дивував простолюд і панів.
Єврей, по-польськи він поправно говорив,
Народні полюбляв у музиці мотиви.
Од нього щоразу навчитися могли ви —
Коли з-за Німану додому він вертав
І серед молоді з цимбалами сідав —
Недавно складених мазурок, коломийок,

Ще й артистично грав, а не бриньчав абияк»
У дванадцятій книзі звучить знаменитий полонез, який символізує долю Речі Посполитої в момент поділу. Весь час він допомагав у роботі конспірації емісара священника Робака.